# Brachyramphus perdix
El mérgulo piquilargo (Brachyramphus perdix) es una especie de ave charadriforme de la familia Alcidae que habita en el Pacífico Norte. Al igual que sus parientes cercanos, el mérgulo jaspeado (Brachyramphus marmoratus) y el mérgulo piquicorto (Brachyramphus brevirostris), se cree que ha experimentado un descenso en el número recientemente.
Se parece mucho al mérgulo jaspeado, del cual se consideró una subespecie hasta 1998, cuando Friesen et al. mostró que la variación de ADNmt era mayor entre estas dos formas que entre los mérgulos jaspeado y piquicorto.
Se distribuye desde Kamchatka hasta el mar de Ojotsk. La mayoría invernan en los mares del norte de Japón, con algunas aves llegando a Corea del Sur y el sur de Japón.